# Blauwvleugelwielewaal
De blauwvleugelwielewaal (Oriolus brachyrynchus) is een zangvogel uit de familie Oriolidae (Wielewalen en vijgvogels).

## Verspreiding en leefgebied
Deze soort komt voor in westelijk en centraal Afrika en telt twee ondersoorten:
- O. b. brachyrynchus: van Guinee-Bissau tot Togo en Benin.
- O. b. laetior: van Nigeria tot westelijk Kenia, zuidelijk-centraal Congo-Kinshasa en noordelijk Angola.

## Status
De grootte van de populatie is niet gekwantificeerd maar de soort wordt omschreven als vrij algemeen. Op de Rode lijst van de IUCN heeft deze soort de status niet bedreigd.